# Mas Ferrer Pagès
Mas Ferrer Pagès és una masia situat al municipi de Bescanó a la comarca catalana del Gironès. Edifici de pla basilical amb la nau de la dreta lleugerament avançada. La façana presenta un portal rectangular amb la inscripció: LLORENS 1708 FERRER. Al capdamunt, el graner amb tres finestres d'arc de mig punt de pedra sostinguts per pilars. A l'interior la coberta és d'embigat de fusta té gravada: JOAN FERRER 1788 i 1803.